# Тальковий кар'єр «Тримунс»

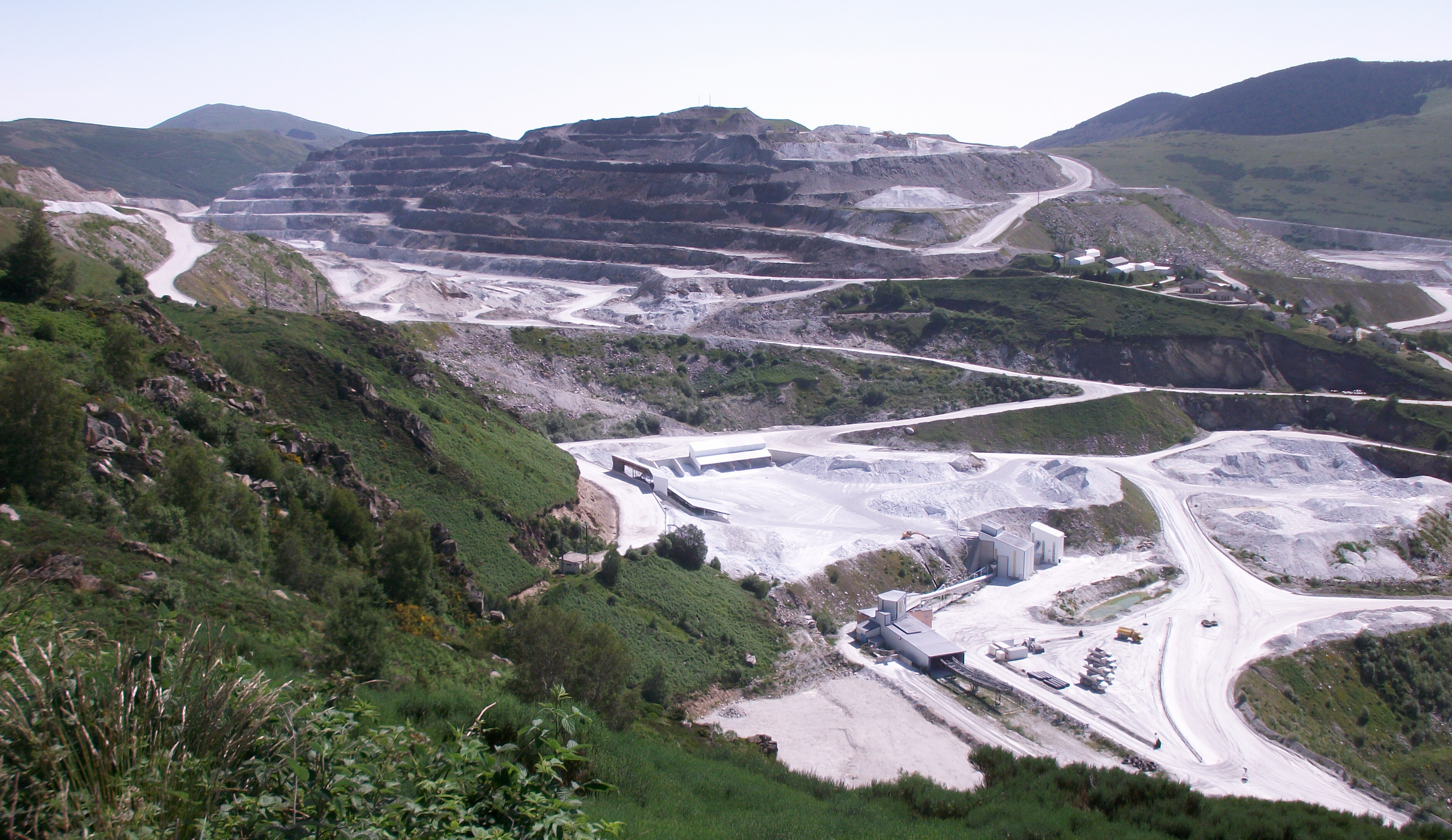

«Тримунс» (фр. Carrière de talc de Trimouns) — кар'єр у Франції, найбільше гірниче підприємство з видобутку тальку у світі.
Розробляє компанія Talc de Luzenac (філія Rio Tinto Group).
Розташований поблизу села Люзенак в гірській долині Ар'єж в декількох десятках кілометрів від Андорри і Іспанії на висоті 1800 м над рівнем моря.